# Il muto di Gallura
Il muto di Gallura è un romanzo storico scritto da Enrico Costa e pubblicato nel 1884.

## Trama
Sebastiano (Bastiano) Tansu, detto "il Muto di Gallura", era uno dei più feroci e disperati protagonisti del romanzo storico ambientato sullo sfondo della tremenda faida che dal 1849 al 1856 sconvolse il territorio di Aggius. Nacque il 29 ottobre 1827, come risulta dal Liber Baptizatorum della cattedrale di San Pietro, a Tempio, dove fu battezzato il 4 novembre dello stesso anno. Bastiano nacque (probabilmente ad Aggius) dai coniugi Andrea Tansu e Agostina Razzu, pastori aggesi. Sin dall'infanzia egli fu deriso ed emarginato dai coetanei essendo sordo muto e particolarmente violento.
Dopo l'uccisione della madre di Pietro Vasa, suo cugino e unico vero amico sin dall'infanzia, il Muto si diede alla macchia con l'obiettivo di vendicarla. Secondo l'autore per alcuni anni diventerà uno spietato assassino che continuerà a seminare il terrore anche dopo le paci del 1856, che vide la riconciliazione delle famiglie Vasa, Mamia e Pileri protagoniste della faida. In seguito il Muto, secondo il romanzo, cominciò a frequentare assiduamente lo stazzo dell'Avru dove si innamorò perdutamente di Gavina, una ragazza sedicenne figlia del buon pastore Anton Stefano che più volte aveva offerto ospitalità a Bastiano. Il Muto non poté coronare il suo sogno d'amore perché Gavina era promessa in sposa a un cugino che, a differenza di Bastiano, non era né malato né latitante.
Benché non si abbiano notizie certe sulla sua fine, sembra che Bastiano Tansu scomparve il 29 maggio 1858. Alcuni giorni dopo, il 20 giugno 1858, i suoi familiari fecero celebrare una Messa in suffragio. I galluresi, dopo la pubblicazione del romanzo, alimentarono il mito con molte leggende, ma, secondo le ipotesi più accreditate, il Muto venne ucciso nell'altopiano di Santa Barbara, presso il paese di Trinità d'Agultu, da un non meglio identificato latitante Macciaredda.

## Adattamento
Dal romanzo è stato tratto il film omonimo del 2021, prodotto da Fandango in collaborazione con Rai Cinema e Sardegna Film Commission, diretto da Matteo Fresi. È stato presentato in anteprima al 39º Torino Film Festival (2021), unica pellicola italiana in concorso nella sezione ufficiale.
Il film è stato distribuito nelle sale cinematografiche italiane a partire dal 31 marzo 2022.